# Alexandre Pato
Alexandre Rodrigues da Silva (Pato Branco, 2 de septiembre de 1989) conocido como Alexandre Pato o Pato, es un futbolista brasileño que juega como delantero. Actualmente se encuentra sin equipo. 
Fue internacional con la selección brasileña, donde disputó la Copa Confederaciones 2009, proclamándose campeón.
Era llamado «La joven promesa» de Brasil, debido a sus habilidades futbolísticas desde muy temprana edad, pero una serie de lesiones musculares en 2011, frenaron su estado de forma. A pesar de haberse recuperado poco tiempo después, volvió a lesionarse, lo que terminó definitivamente con su confianza y forma física.

## Trayectoria

### S. C. Internacional
Pato comenzó jugando al fútbol sala en su ciudad natal a la temprana edad de 5 años. En 2002, a los 13 años de edad, se mudó a Porto Alegre para participar en las categorías inferiores del Internacional.
Tras una rápida adaptación y a la edad de 17 años, debutó con el primer equipo del Internacional de Porto Alegre el 26 de noviembre de 2006, en lo que fue victoria de su equipo por 4-1 ante el Palmeiras. En este primer partido, Pato fue gran partícipe del marcador anotando un gol y asistiendo a sus compañeros en otros dos. Poco después, disputó el Mundial de Clubes de 2006, marcando un gol en el partido de semifinales ante el Al-Ahly de Egipto y jugando parte de la final ante el Fútbol Club Barcelona, duelo en el que el club de Porto Alegre se consagró campeón.
Su gran oportunidad de brillar con el seleccionado nacional sería la Copa Mundial de Fútbol Sub-20 de 2007 en Canadá, pero debido al sistema táctico usado en la selección, que era similar al fútbol italiano, el equipo, compuesto en su mayoría por jugadores de la liga brasileña, se vio superado por selecciones como Estados Unidos y Polonia y ganó por 3-2 a Corea del Sur, logrando así una ajustada clasificación a octavos de final. En esta instancia serían derrotados por España en tiempo extra.
A pesar de no conseguir un buen resultado con la selección en la Copa Mundial sub-20, Pato regresó al Internacional y ese mismo año se consagró campeón de la Recopa Sudamericana, marcando un tanto en la victoria final de su equipo por 4-0 sobre el Pachuca de México.

### A. C. Milan

#### Temporada 2007-08
El 2 de agosto de 2007, con 17 años, fue fichado por el A. C. Milan por 22 millones de euros, la suma más alta jamás pagada por un menor de edad. Debido a las reglas de la FIFA, que impiden las transferencias internacionales de menores de edad, el conjunto italiano tuvo que esperar a la reapertura del mercado de invierno para transferirlo oficialmente. Debido a esto, no podría debutar oficialmente con los rossoneri hasta enero de 2008. 
Hasta hace poco dijo en una entrevista que a la muy temprana edad de 17 años tuvo oportunidad de jugar para el Real Madrid pero que prefirió irse al Milan, porque en ese momento era el club más ganador.
"Tuve la posibilidad de ir al Real Madrid con 17 años, pero elegí el Milan, que en ese momento era el equipo más seguido y más ganador.
Ahora es distinto, es otro Milan"
"Quien es bueno, juega más allá de su edad. Yo, con 17 años, jugaba con Ronaldinho, Seedorf, Andrea Pirlo, Maldini, Kaká y muchos más", agregó.
En ese periodo, solo podría participar en partidos amistosos. En su debut no oficial con el Milan, en un amistoso contra el Dinamo de Kiev el 6 de septiembre de 2007, Pato convirtió el primer gol de su equipo y el encuentro finalizó empatado 2-2.
El 4 de enero de 2008 pudo ser finalmente inscrito en la plantilla del Milan en la Serie A Atado a un contrato de cinco años con Milan con un salario de 2 millones de euros por temporada, se le asignó el dorsal número 7, que fue usado previamente por un importante jugador del club, el ucraniano Andriy Shevchenko. 
Pato hizo su debut en la Serie A el 13 de enero de 2008 en San Siro contra el Napoli, anotando en el mismo su primer gol oficial como milanista. Dos semanas más tarde, hizo su primer doblete por el Milan en el partido ganado por 2-0 ante el Genoa. El 3 de febrero volvió a marcar, esta vez a la Fiorentina, pero unos minutos se vio obligado a abandonar el campo debido a una lesión en el tobillo izquierdo. El 20 de febrero regresó para jugar la Liga de Campeones de la UEFA en el Emirates Stadium contra el Arsenal. Terminó su temporada con un total de 9 goles en 20 partidos.

#### Temporada 2008-09
En la temporada 2008-09 hubo altas expectativas y especulaciones sobre el rendimiento de Pato, dado que el Milan había contratado a David Beckham y Ronaldinho, además del regreso de Shevchenko al equipo. A pesar de ello, el atacante continuó como titular habitual del equipo con un gran apoyo de los aficionados. En la liga, el Milan pasó gran parte del campeonato en el segundo lugar, aunque al final quedó tercero. Pato fue el segundo máximo goleador del equipo por detrás de Kaká, consiguiendo el segundo puesto en la tabla y clasificándose para la Champions League de la siguiente temporada.
A finales de la temporada sufrió una lesión, y en su vuelta al terreno de juego anotó dos goles. Para la temporada siguiente, tuvo que jugar sin el brasileño Kaká, que fue vendido a Real Madrid. El destino del atacante pudo ser el mismo, ya el Chelsea, con Roman Abramovich como presidente y un gran poder económico, estuvo dispuesto a pagar más de 40 millones de euros por su fichaje y, por lo tanto, se hubiese convertido en el jugador joven más caro del mundo nuevamente, pero la propuesta fue rechazada.

#### Temporada 2009-10

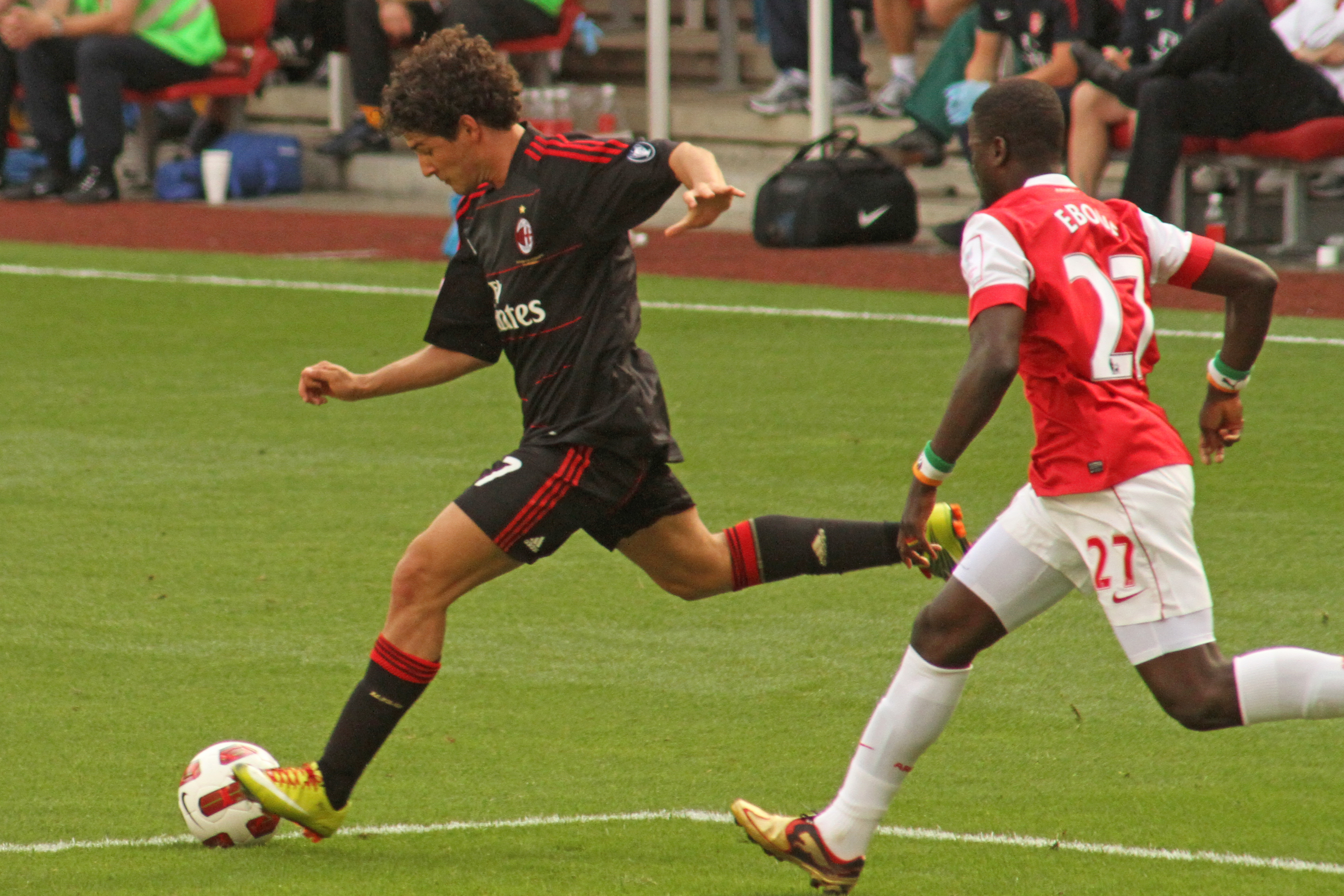
Pato en un duelo contra Eboué.

En el primer partido de la temporada 2009-10, anotó tres goles en la victoria por 6-0 sobre el Siena. El 18 de octubre de 2009 marcó el primer tanto del triunfo sobre la Roma, el cual terminó 4-0. Tuvo un papel muy destacado en el encuentro frente al Real Madrid en el Estadio Santiago Bernabéu por la Liga de Campeones de la UEFA 2009-10, donde anotó dos goles y su equipo ganó por 3-2. Al final del compromiso, recibió el premio al mejor jugador del partido, entregado por la UEFA. En el primer gol recibió un pase de Massimo Ambrosini, regateó al portero Casillas y envió el balón al fondo de la red. En el segundo tanto, recibió un pase de Clarence Seedorf dentro del área y con un potente remate batió nuevamente al cuadro blanco. En la décima jornada de la Liga italiana, marcó dos goles en la victoria por 0-3 ante el Napoli.

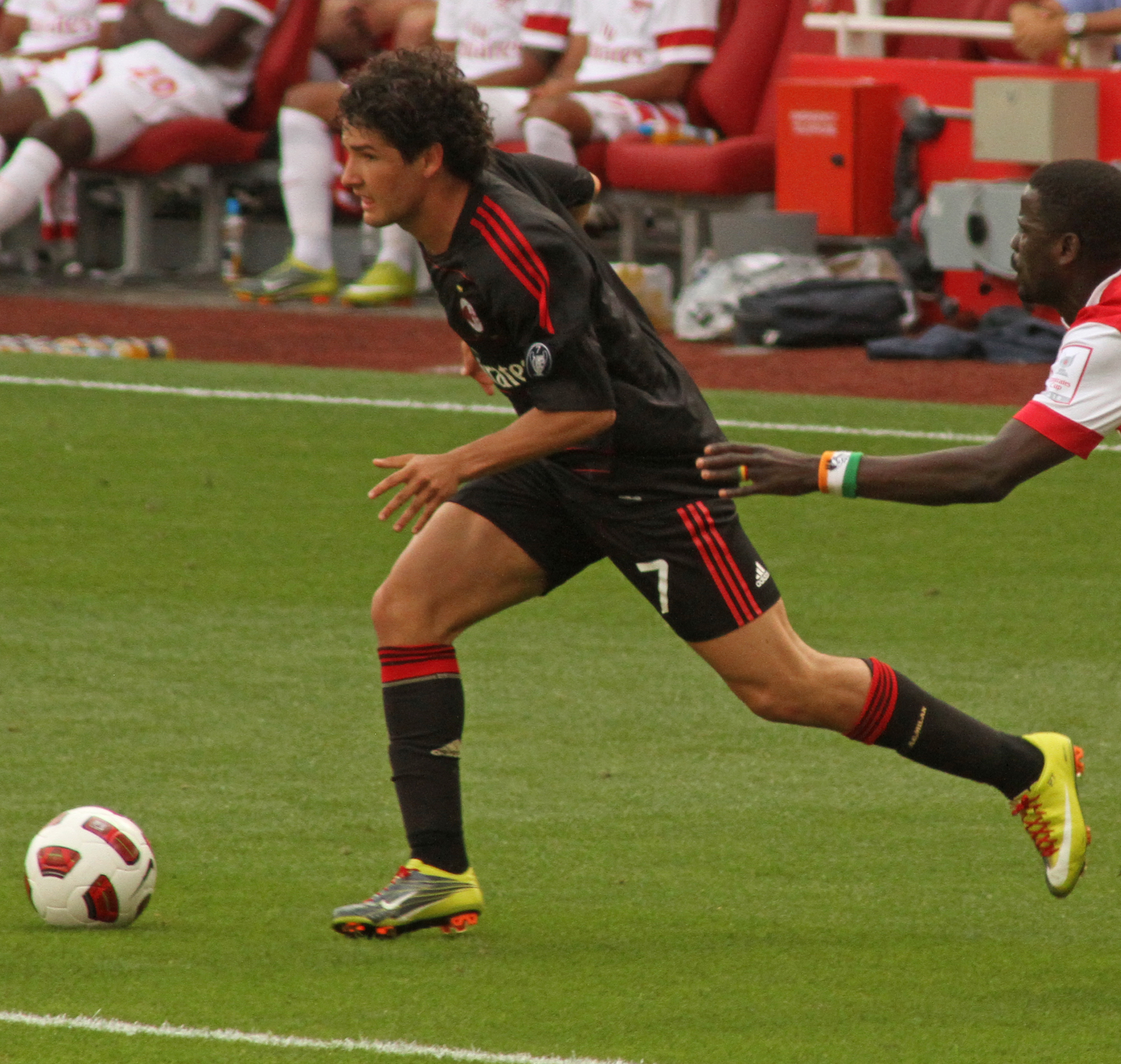
Alexandre Pato en el partido de pretemporada,
contra el Arsenal, en el Emirates Stadium.

En el partido de vuelta contra el Real Madrid en el estadio San Siro, participó en la jugada más polémica de la jornada, cuando anotó un gol que fue anulado por un error del árbitro. En la siguiente jugada, Pato tiró un sombrero a Sergio Ramos. El partido terminó empatado 1-1 y Pato fue amonestado a los 55'. El 8 de noviembre de 2009, en el partido contra la Lazio, el Milan ganó por 2-1 y Pato anotó un gol en el partido. En un partido contra el Cagliari, el 22 de noviembre, participó en tres de los cuatro goles en la victoria 4-3, siendo la figura excluyente de la fecha. En la decimoquinta jornada, frente a la Sampdoria, el atacante marcó un gol en la victoria 3-0.
El 13 de diciembre de 2009, ganó el Premio Golden Boy, entregado por el diario italiano Tuttosport, reconociéndolo como el mejor jugador menor de 21 años en el fútbol de Europa. Pato repitió el éxito brasileño de Anderson, del Manchester United, que lo había ganado en 2008.
Después de regresar de una lesión de casi dos meses, por fin consiguió jugar en el año 2010. El 28 de febrero, en el partido contra el Atalanta, marcó dos goles, dando así la victoria al Milan. La mala noticia fue que Pato tenía una nueva lesión, por lo que tenía grandes posibilidades de quedarse fuera del partido contra el Manchester United, que sería la semana siguiente. Después de perderse la eliminatoria que dio como resultado la eliminación del Milan de la Champions League, regresó el 21 de marzo. Comenzó como titular en el partido, pero solo pudo jugar 13 minutos y fue reemplazado por una nueva lesión.
Volvió otra vez en las últimas dos fechas, pero no marcó ningún gol, y el Milan finalizó tercero en el campeonato italiano, lo que garantizó un lugar en la Liga de Campeones de la UEFA del año siguiente.

#### Temporada 2010-11

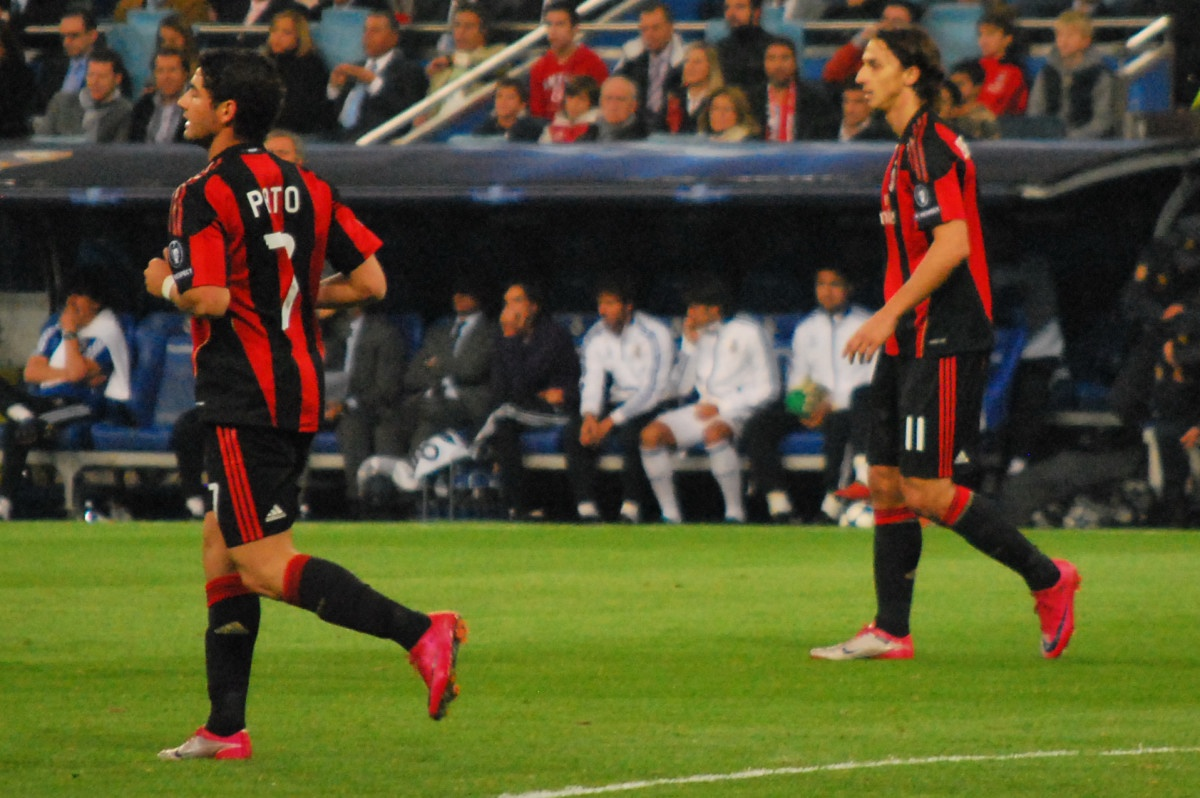
Pato al lado de Ibrahimović

Con la apertura de la ventana de transferencias en la nueva temporada, Pato era el objetivo de FC Barcelona. El club catalán hizo una oferta que consistía en sustituir a Zlatan Ibrahimović por el jugador brasileño, pero el cuadro rossonero la rechazó rápidamente. Sin embargo, el Milan finalmente sí contrató a Ibrahimović, pero sin ceder a ninguno de sus jugadores.
El 29 de agosto de 2010, en el primer partido oficial de la temporada 2010-11 contra el Lecce, anotó dos goles. El primer gol a los 17 de la primera parte y el segundo gol a los 28 minutos, después de una asistencia de Ronaldinho. El juego terminó 4-0 a favor del Milan.
El 16 de octubre de 2010, en un partido contra el Chievo Verona, anotó dos goles en la victoria 3-1 del Milan. El 10 de noviembre de 2010, contra el Palermo, anotó un gol de cabeza en el primer tiempo, pero en la segunda mitad del partido, después de hacer un regate en el centro del campo esquivando a dos rivales, fue tumbado por un defensor y sintió una lesión en el muslo izquierdo, en lo que era la víspera del derbi contra el Inter de Milán y el amistoso de Brasil contra Argentina. Sin embargo, dos días más tarde, el cuerpo médico confirmó al delantero para el partido contra la Selección Argentina. El veredicto fue que el rendimiento de los atletas en el máximo nivel no debe superar las seis semanas consecutivas.

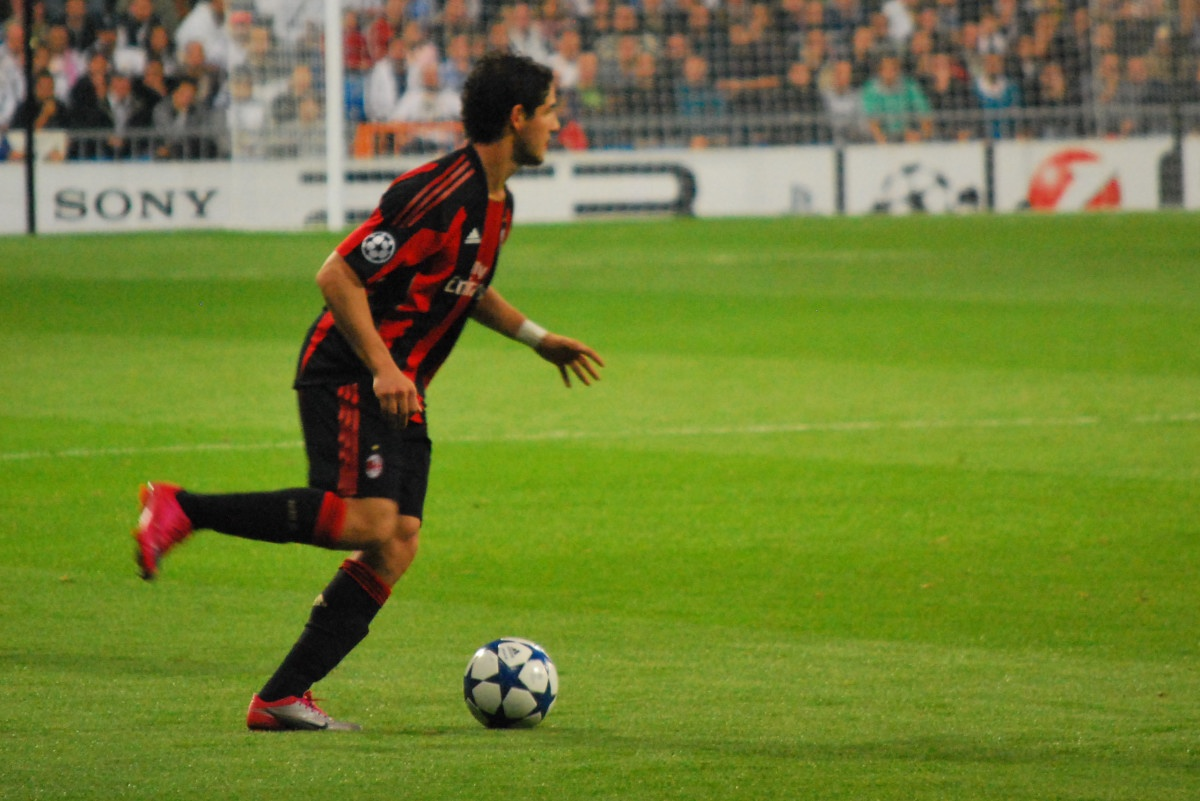
Alexandre Pato en un partido de la Liga de Campeones

En el segundo partido después de su regreso a las canchas, el 9 de enero de 2011, anotó dos goles en el empate 4-4 contra el Udinese. El 26 de enero de 2011 en un partido válido por la Copa Italia contra la Sampdoria lejos de casa, anotó dos goles, lo que lleva al Milan a las semifinales de la competición. El 6 de febrero de 2011, volvió a marcar contra el Genoa, el partido terminó empatado 1-1. Incluso después de las especulaciones sobre un posible traspaso al Real Madrid, el 20 de febrero de 2011 en un partido contra el Chievo Verona, Pato salió de la banca para asegurar la victoria del Milan por 2-1, anotando el segundo gol de jugada individual.

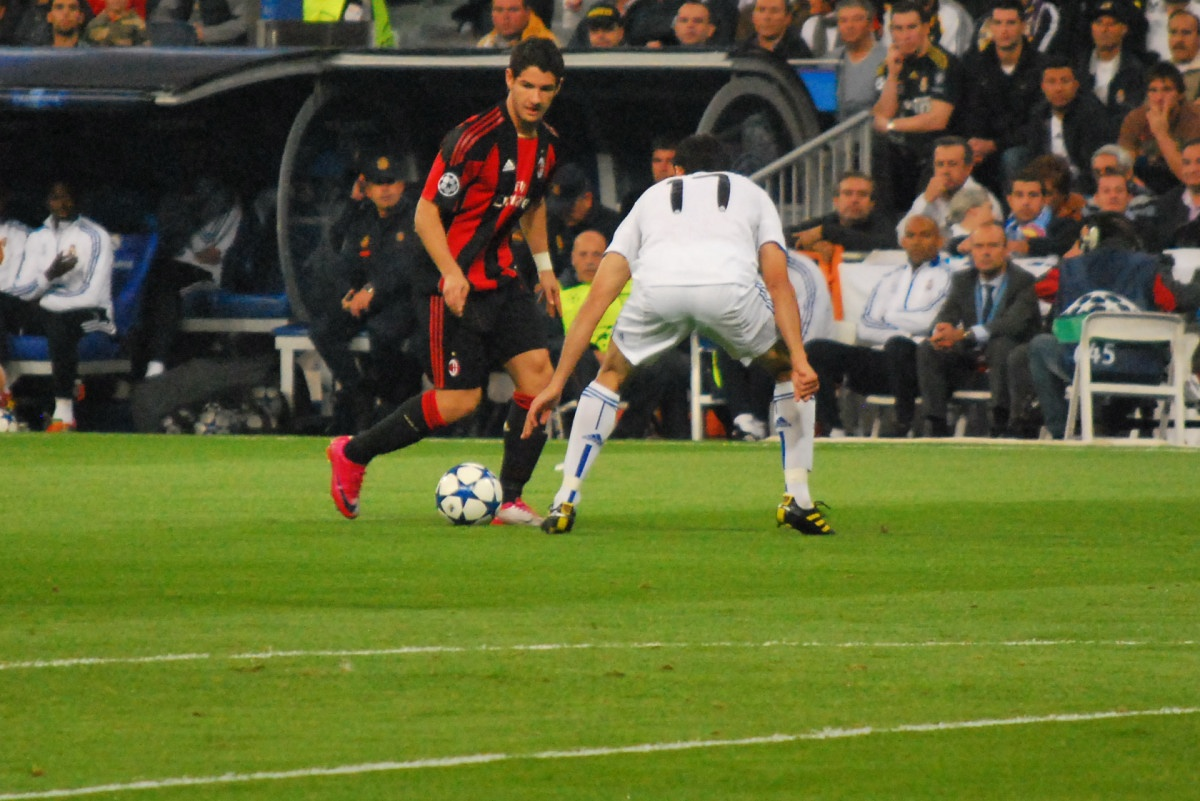
Pato contra Arbeloa, en un partido
contra el Real Madrid.

Después de haber estado bajo riesgo físico a principios de 2011, cuando volvía de una lesión, participó en el ataque del equipo junto a Robinho y Antonio Cassano. Recuperó la titularidad absoluta en el equipo el 28 de febrero, cuando jugó en la victoria por 3-0 sobre el Napoli. Pato participó en todos los goles, tuvo una asistencia y un gol tras un pase desde el centro del campo. En el derbi della Madonnina ante el Inter de Milán, que antes del partido estaba solo un punto por detrás del Milan, anotó dos goles en la victoria de su equipo por 3-0. En el primer gol lo hizo luego de una serie de rebotes el primer minuto de juego. El 10 de abril de 2011, marcó un gol y una asistencia en la victoria del Milan por 2-1 ante la Fiorentina. Pato llegó a 50 goles en la Serie A con tan solo 21 años, igualando el récord de Giuseppe Meazza, el último en llegar a la marca en 1929. Un número abrumador, sobre todo teniendo en cuenta que ninguno de ellos fue convertido de penal. El 16 de abril de 2011 en el partido contra la Sampdoria, sufrió una lesión en el muslo derecho, que lo dejó fuera por dos semanas. Volvió en el partido contra la Roma, que terminó en un empate y el Milan se aseguró el título de la Serie A temporada 2010-11.
En el último partido de la temporada, el 22 de mayo de 2011, sufrió otra lesión, esta vez en el hombro tras sufrir una falta del jugador Cristian Zapata del Udinese. La lesión ocurrió en la víspera de la Copa América 2011, una competición que se jugaría de inmediato, teniendo tiempo para su recuperación. Pato terminó la temporada como máximo goleador del Milan en la liga con 14 goles, junto con Zlatan Ibrahimović.

#### Temporada 2011-12
Justo en el comienzo de la nueva temporada, Pato tuvo un nuevo reto bastante especial, ya que podría enfrentarse a su antiguo club en el torneo Audi Cup 2011, que también contó con el Barcelona y el anfitrión Bayern Múnich. El enfrentamiento terminó dándose, pero en la carrera por el tercer puesto, dado que tanto el Milan como el Internacional fueron eliminados en las semifinales. En el encuentro contra el Internacional, Pato jugó todo el partido y terminó marcando un gol, que no lo celebró por respeto a su escuadra de origen. El juego terminó empatado 2-2 y se fue a los penales, donde el Milan falló todos los lanzamientos, incluido el de Pato. Después del partido, Pato fue el último jugador milanista en dejar el campo, ya que se dedicó a abrazar y hablar con sus antiguos camaradas.
En agosto de 2011, el Chelsea volvió a tratar de contratar al joven delantero brasileño, y los blues estuvieron dispuestos a pagar alrededor de 85 millones de euros, pero la propuesta fue otra vez rechazada por los rossoneros.
En el primer partido oficial de la temporada, el Milan derrotó al Inter de Milán por 2-1 en la Supercopa de Italia. Pato asistió en el segundo gol a Kevin-Prince Boateng, después de recibir una habilitación de Ignazio Abate, lo que significó el primer título de la campaña.
Tuvo actuación destacada contra el FC Barcelona, el 13 de septiembre de 2011 en el Camp Nou. Hizo historia al anotar el primer gol de la Liga de Campeones de la UEFA 2011-12 y el quinto más rápido de la historia de la competición, a los 24 segundos de juego. El gol llegó justo a la salida del balón tras un pase desde el medio campo, pasando a través de la defensa de Barcelona, y jugando entre las piernas del arquero Víctor Valdés. El gol también fue el más rápido anotado en la historia del Camp Nou. En la segunda mitad del juego, el Milan fue dominado por el adversario, el brasileño fue votado como el mejor jugador en el campo en el empate a 2-2. Después del partido, el entrenador Pep Guardiola, elogió al delantero del Milan.
El 15 de septiembre de 2011, el Chelsea volvió a insistir en la contratación del jugador, proponiendo a Fernando Torres como moneda de cambio al Milan. Un mes y medio después, la prensa de Londres informó de que el club estaba preparando una oferta por el jugador en enero. Anteriormente, en el mes de noviembre, la prensa de Milán afirmó que el club italiano tendría interés en vender al jugador, valorado en €45 millones.
El 21 de septiembre de 2011, en el partido contra el Udinese en el estadio San Siro, dejó el campo después de 20 minutos del primer tiempo, otra vez con una lesión en el muslo herido. Regresó el 19 de noviembre, contra la Fiorentina, dos meses después. El médico aprobó el nuevo método de tratamiento, con mayor cautela y un mayor tiempo de recuperación, todo a causa de las constantes lesiones del jugador, sumado a la petición del entrenador Massimiliano Allegri, quien esperaba que el brasileño permaneciera un largo tiempo sin lesionarse.
El 7 de noviembre de 2011, los periódicos en Inglaterra publicaron el interés del Arsenal en el jugador brasileño para enero de 2012. Los gunners estarían dispuestos a pagar alrededor de €40 millones.
El 19 de noviembre de 2011, como se esperaba, Pato volvió a jugar en el partido contra la Fiorentina. Participó en el juego durante 20 minutos, golpeando una pelota en el poste. Era el primer partido desde que llegó al Milan, en 2007, que no anotaba un gol en el Estadio Artemio Franchi. El 27 de noviembre de 2011, el Pato volvió a la alineación titular en el partido contra el Chievo Verona en el Estadio San Siro. Anotó un gol y le cometieron un penal, transformado en gol por Zlatan Ibrahimović, en la victoria por 4-0. El 6 de diciembre, en un partido correspondiente a la Champions League, contra el Viktoria Plzeň de República Checa anotó un gol y una asistencia, siendo el mejor jugador del encuentro.
El 8 de enero de 2012, el primer partido oficial del año, Pato fue titular contra el Atalanta. El Milan ganó el partido 2-0, y el primer gol llegó después de una falta penal sufrida Pato y ejecutada por Zlatan Ibrahimović.
Pato también fue titular en la derrota del derbi contra el Inter de Milán por 1-0 una semana después.
El 18 de enero, en un partido por la Copa Italia en San Siro contra el Novara, el jugador fue suplente. Ingresó durante 11 minutos en la segunda mitad en lugar de Filippo Inzaghi. Al entrar al campo, Pato fue abucheado por los seguidores milanistas, quienes lo culparon del fracaso en las negociaciones del Milan con Carlos Tévez, ya que él prefirió quedarse en el equipo italiano. El partido se fue al tiempo extra, y Pato anotó el gol de la clasificación, pero en los últimos minutos de juego sintió una nueva lesión en el muslo, lo que lo alejaría de las canchas por alrededor de 4 semanas.
El 15 de febrero, ya totalmente recuperado de la lesión, Pato volvió a jugar para el Milan en el partido contra el Arsenal, por los octavos de final la Champions League en el estadio San Siro, que ganaron los italianos por 4-0. Pato jugó los últimos 10 minutos del juego. En el entrenamiento del día siguiente, Pato tuvo una recaída y en consecuencia una nueva lesión en el muslo. En un primer momento, se afirmó una lesión de gravedad, y los médicos de Milán no confirmaron cuando el jugador regresaría al terreno de juego, lo que sí se sabía era que se perdería al menos el partido de vuelta contra el Arsenal. Después de la lesión, según el diario Corriere dello Sport publicó una noticia que indicaba que el club está interesado en vender al jugador al París Saint-Germain por €40 millones. Según un portavoz del club, Massimiliano Allegri dejaría descansando a Pato durante 5 días debido a una fatiga muscular. El jugador se recuperó y comenzó como titular en el choque contra la Juventus, en el partido que decidía el liderato del campeonato. Pato fue reemplazado en el entretiempo, cuando su equipo ganaba por 1-0, el resultado final fue 1-1. El 1 de marzo de 2012, una nueva lesión fue confirmada para Pato. El comunicado oficial advirtió que el club no contaría con el jugador por más de dos semanas, aumentando el grado de impaciencia de los italianos. 
Después de otra visita a los Estados Unidos para obtener más información acerca de las lesiones musculares, Pato volvió a Milán, en la víspera del partido contra el FC Barcelona. El médico del club y Massimiliano Allegri, confirmaron que Pato estaba "en excelentes condiciones y tiene que jugar el partido." El médico del club no entró en muchos detalles sobre el nuevo viaje que el jugador tenía que hacer para tratar la lesión, pero dijo que volvió más seguro y con una "mejor idea", citado por sí mismo. Pato finalmente jugó el partido contra Barcelona, entrando en el minuto 61 de juego, jugó durante 10 minutos y salió otra vez lesionado. El Milan perdió 3-1 y fue eliminado de la Liga de Campeones de la UEFA.

### Corinthians
El 2 de enero de 2013 se anunció su fichaje por el S.C. Corinthians de la liga brasileña por la suma de 15 millones de euros, y se le asignó el número 7. En el acuerdo, el jugador se quedó con el 40% de sus derechos, lo que significa que en una futura venta, el club percibirá el 60% y el propio jugador la porción restante. 
El 3 de febrero debutó con la camiseta del Corinthians en la goleada por 5-0 ante el Oeste FC. El 27 de febrero de 2013 en la Copa Libertadores le marcó al equipo colombiano Millonarios con una volea de una cruz. 
El 24 de octubre falló un penalti final en la tanda de penales contra Grêmio que vio a su equipo eliminado de la Copa de Brasil. Se trató un tiro a lo panenka por el centro, pero no obtuvo el poder detrás del balón, y era fácilmente atrapado por el portero del Grêmio y excompañero de equipo en el Milan, Dida.
Durante la última etapa de su estadía en el club paulista, su puesto fue relegado por el peruano Paolo Guerrero, quien se afirmó gradualmente en la titularidad, impidiéndole a Pato jugar muchos partidos durante la temporada.

### São Paulo
El 5 de febrero de 2014 se da a conocer el canje realizado por Corinthians entre Pato y Jadson, jugador hasta entonces del São Paulo.
El 10 de abril de 2014, en su segundo partido con el Sao Paulo, anotó su primer gol con su nuevo club contra Centro Sportivo Alagoano. Había hecho su debut en la segunda ronda de la Copa de Brasil en el partido de ida contra el Centro Sportivo Alagoano. En una victoria por 3-0 en el partido de vuelta, Pato marcó el primer gol del partido, después de una asistencia procedente de Maicon.

### Chelsea F. C.

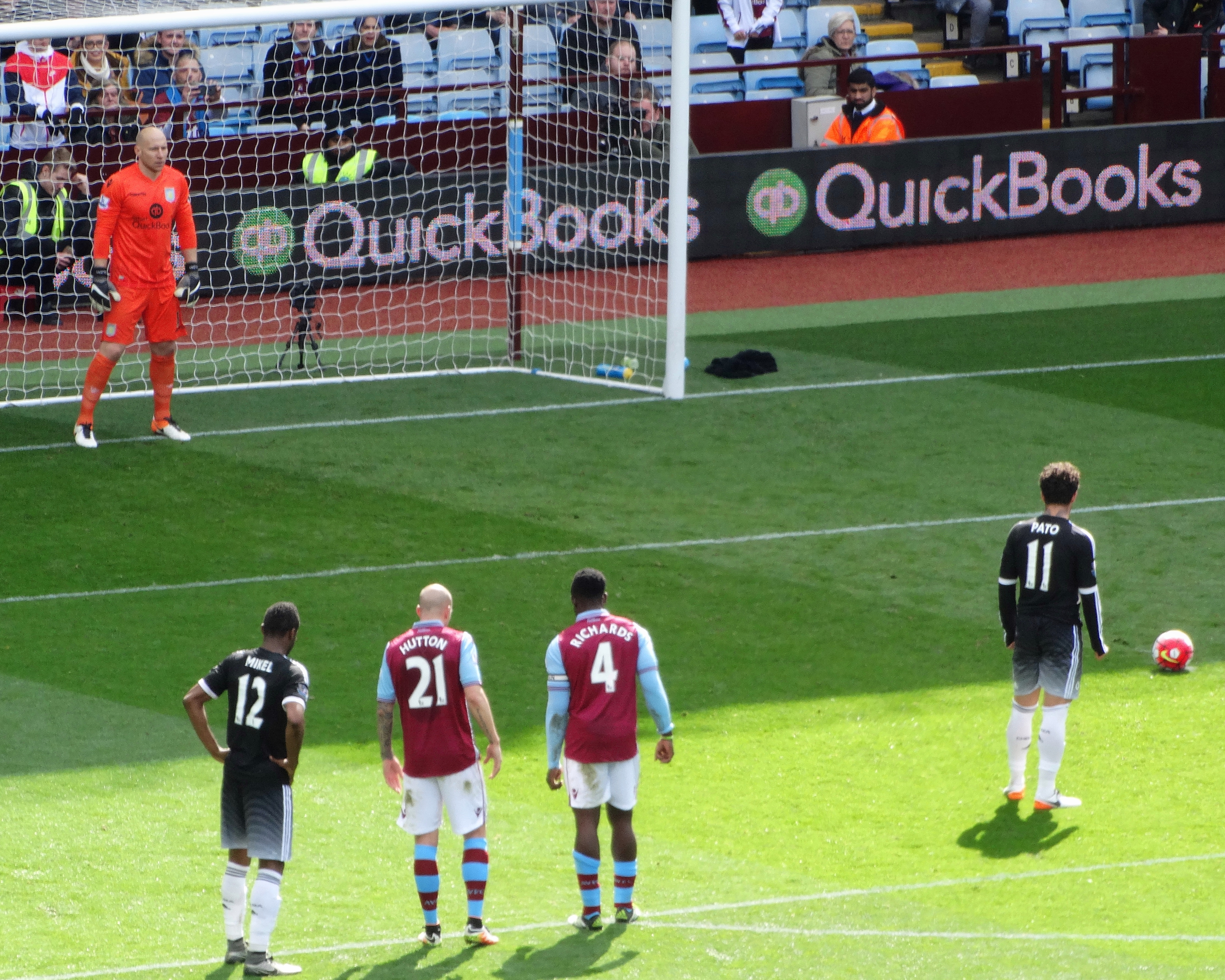
Pato lanzando un penalti ante el Aston Villa en su debut con el Chelsea F.C.

Tras varias semanas negociando su vuelta a Europa, el 27 de enero de 2016 se dio a conocer oficialmente que el Chelsea Football Club había conseguido la cesión de Pato por los próximos 6 meses, siendo presentado en Stamford Bridge al día siguiente. El 2 de febrero se le asignó el dorsal número 11, vacante desde la marcha de Didier Drogba.
Al llegar al equipo londinense, el entrenador Guus Hiddink consideró que aún no estaba en forma para jugar con los blues y lo mantuvo apartado del equipo durante 6 semanas, mientras hacía una preparación física especial. Transcurridas las 6 semanas de adaptación al fútbol inglés, a mediados de marzo, se esperaba que Pato debutara por fin con el Chelsea, pero por decisión técnica, no fue hasta el 2 de abril que el brasileño hizo su primera aparición en la Premier League. En este partido, actuando como visitante frente al Aston Villa, Pato ingresó desde el banquillo al minuto 23 por la lesión del francés Loïc Rémy y anotó su primer gol 20 minutos más tarde, ejecutando un penal que el mismo sufrió en el área villana. A pesar de este gran inicio, Pato solo fue incluido en el partido siguiente ante el Swansea, sin jugar por el resto de la temporada.
Aunque su participación en su primer semestre fue muy escasa, Pato aseguró que se quería quedar en el Chelsea, siendo respaldado días después por el futuro técnico del equipo, Antonio Conte. Al término de la temporada, se especuló bastante con el regreso de Pato al Corinthians, sin embargo, esto no se confirmó hasta fines de junio, cuando el club anunció que tanto él como Radamel Falcao volverían a los clubes desde donde estaban a préstamo.

### Villarreal C. F.
El 27 de julio de 2016 se hace oficial el fichaje de Pato por el Villarreal C.F. en la que fue su periplo por la Primera División de España.
Fue un acuerdo de 3 millones de euros hasta 2020 por el 60% de los derechos y 1.7 millones de euros al jugador por el 40% de sus derechos.
Tras jugar media temporada, marcando algunos goles, se despidió del Villarreal hacia el fútbol chino.

## Estadísticas

### Clubes
Actualizado al último partido jugado el 21 de septiembre de 2023.
| Club                              | Temporada     | Div.          | Liga  | Liga  | Liga   | Estatales | Estatales | Estatales | Copas nacionales | Copas nacionales | Copas nacionales | Copas internacionales | Copas internacionales | Copas internacionales | Total | Total | Total  |
| Club                              | Temporada     | Div.          | Part. | Goles | Asist. | Part.     | Goles     | Asist.    | Part.            | Goles            | Asist.           | Part.                 | Goles                 | Asist.                | Part. | Goles | Asist. |
| --------------------------------- | ------------- | ------------- | ----- | ----- | ------ | --------- | --------- | --------- | ---------------- | ---------------- | ---------------- | --------------------- | --------------------- | --------------------- | ----- | ----- | ------ |
| S. C. Internacional · Brasil      | 2006          | 1.ª           | 1     | 1     | 0      | —         | —         | —         | —                | —                | —                | 2                     | 1                     | 0                     | 3     | 2     | 0      |
| S. C. Internacional · Brasil      | 2007          | 1.ª           | 9     | 5     | 1      | 8         | 1         | 0         | —                | —                | —                | 7                     | 4                     | 0                     | 24    | 10    | 1      |
| S. C. Internacional · Brasil      | Total club    | Total club    | 10    | 6     | 1      | 8         | 1         | 0         | 0                | 0                | 0                | 9                     | 5                     | 0                     | 27    | 12    | 1      |
| A. C. Milan · Italia              | 2007-08       | 1.ª           | 18    | 9     | 2      | —         | —         | —         | —                | —                | —                | 2                     | 0                     | 0                     | 20    | 9     | 2      |
| A. C. Milan · Italia              | 2008-09       | 1.ª           | 36    | 15    | 6      | —         | —         | —         | —                | —                | —                | 6                     | 3                     | 0                     | 42    | 18    | 6      |
| A. C. Milan · Italia              | 2009-10       | 1.ª           | 23    | 12    | 1      | —         | —         | —         | —                | —                | —                | 7                     | 2                     | 1                     | 30    | 14    | 2      |
| A. C. Milan · Italia              | 2010-11       | 1.ª           | 25    | 14    | 4      | —         | —         | —         | 3                | 2                | 0                | 5                     | 0                     | 0                     | 33    | 16    | 4      |
| A. C. Milan · Italia              | 2011-12       | 1.ª           | 11    | 1     | 2      | —         | —         | —         | 2                | 1                | 1                | 5                     | 2                     | 1                     | 18    | 4     | 4      |
| A. C. Milan · Italia              | 2012-13       | 1.ª           | 4     | 0     | 1      | —         | —         | —         | —                | —                | —                | 3                     | 2                     | 0                     | 7     | 2     | 1      |
| A. C. Milan · Italia              | Total club    | Total club    | 117   | 51    | 16     | 0         | 0         | 0         | 5                | 3                | 1                | 28                    | 9                     | 2                     | 150   | 63    | 18     |
| S. C. Corinthians · Brasil        | 2013          | 1.ª           | 30    | 10    | 0      | 14        | 5         | 1         | 4                | 1                | 0                | 9                     | 2                     | 1                     | 57    | 18    | 2      |
| S. C. Corinthians · Brasil        | 2014          | 1.ª           | —     | —     | —      | 5         | 0         | 0         | —                | —                | —                | —                     | —                     | —                     | 5     | 0     | 0      |
| S. C. Corinthians · Brasil        | Total club    | Total club    | 30    | 10    | 0      | 19        | 5         | 1         | 4                | 1                | 0                | 9                     | 2                     | 1                     | 62    | 18    | 2      |
| São Paulo F. C. · Brasil          | 2014          | 1.ª           | 29    | 9     | 5      | —         | —         | —         | 6                | 2                | 0                | 4                     | 1                     | 1                     | 39    | 12    | 6      |
| São Paulo F. C. · Brasil          | 2015          | 1.ª           | 33    | 10    | 7      | 14        | 8         | 1         | 6                | 5                | 0                | 6                     | 3                     | 0                     | 59    | 26    | 8      |
| Chelsea F. C. Inglaterra          | 2015-16       | 1.ª           | 2     | 1     | 0      | —         | —         | —         | —                | —                | —                | —                     | —                     | —                     | 2     | 1     | 0      |
| Chelsea F. C. Inglaterra          | Total club    | Total club    | 2     | 1     | 0      | 0         | 0         | 0         | 0                | 0                | 0                | 0                     | 0                     | 0                     | 2     | 1     | 0      |
| Villarreal C. F. · España         | 2016-17       | 1.ª           | 14    | 2     | 3      | —         | —         | —         | 3                | 1                | 1                | 7                     | 3                     | 1                     | 24    | 6     | 5      |
| Villarreal C. F. · España         | Total club    | Total club    | 14    | 2     | 3      | 0         | 0         | 0         | 3                | 1                | 1                | 7                     | 3                     | 1                     | 24    | 6     | 5      |
| Tianjin Quanjian F. C. China      | 2017          | 1.ª           | 24    | 15    | 3      | —         | —         | —         | 2                | 2                | 0                | —                     | —                     | —                     | 26    | 17    | 3      |
| Tianjin Quanjian F. C. China      | 2018          | 1.ª           | 23    | 15    | 3      | —         | —         | —         | —                | —                | —                | 11                    | 4                     | 2                     | 34    | 19    | 5      |
| Tianjin Quanjian F. C. China      | Total club    | Total club    | 47    | 30    | 6      | 0         | 0         | 0         | 2                | 2                | 0                | 11                    | 4                     | 2                     | 60    | 36    | 8      |
| São Paulo F. C. · Brasil          | 2019          | 1.ª           | 20    | 5     | 0      | —         | —         | —         | 2                | 0                | 0                | —                     | —                     | —                     | 22    | 5     | 0      |
| São Paulo F. C. · Brasil          | 2020          | 1.ª           | —     | —     | —      | 11        | 3         | 2         | —                | —                | —                | 2                     | 1                     | 0                     | 13    | 4     | 2      |
| Orlando City S. C. Estados Unidos | 2021          | 1.ª           | 5     | 0     | 0      | —         | —         | —         | —                | —                | —                | —                     | —                     | —                     | 5     | 0     | 0      |
| Orlando City S. C. Estados Unidos | 2022          | 1.ª           | 22    | 3     | 5      | —         | —         | —         | 5                | 1                | 0                | —                     | —                     | —                     | 27    | 4     | 5      |
| Orlando City S. C. Estados Unidos | Total club    | Total club    | 27    | 3     | 5      | 0         | 0         | 0         | 5                | 1                | 0                | 0                     | 0                     | 0                     | 32    | 4     | 5      |
| São Paulo F. C. · Brasil          | 2023          | 1.ª           | 9     | 2     | 0      | —         | —         | —         | —                | —                | —                | 1                     | 0                     | 0                     | 10    | 2     | 0      |
| São Paulo F. C. · Brasil          | Total club    | Total club    | 91    | 26    | 12     | 25        | 11        | 3         | 14               | 7                | 0                | 13                    | 5                     | 1                     | 143   | 49    | 16     |
| Total carrera                     | Total carrera | Total carrera | 338   | 129   | 42     | 52        | 17        | 4         | 33               | 15               | 2                | 77                    | 28                    | 7                     | 500   | 189   | 55     |
| 1. 2. 3. 4.                       |               |               |       |       |        |           |           |           |                  |                  |                  |                       |                       |                       |       |       |        |

### Selección nacional
Actualizado al último partido jugado el 15 de octubre de 2013.
| Selección | Año   | Amistosos | Amistosos | Copa América | Copa América | Eliminatorias | Eliminatorias | Copa Confederaciones | Copa Confederaciones | Total | Total |
| Selección | Año   | Part.     | Goles     | Part.        | Goles        | Part.         | Goles         | Part.                | Goles                | Part. | Goles |
| --------- | ----- | --------- | --------- | ------------ | ------------ | ------------- | ------------- | -------------------- | -------------------- | ----- | ----- |
| Brasil    |       |           |           |              |              |               |               |                      |                      |       |       |
| 2008      | 3     | 1         | -         | -            | 1            | 0             | -             | -                    | 4                    | 1     |       |
| 2009      | 1     | 0         | -         | -            | 2            | 0             | 1             | 0                    | 4                    | 0     |       |
| 2010      | 3     | 3         | -         | -            | -            | -             | -             | -                    | 3                    | 3     |       |
| 2011      | 3     | 0         | 4         | 2            | -            | -             | -             | -                    | 7                    | 2     |       |
| 2012      | 4     | 3         | -         | -            | -            | -             | -             | -                    | 4                    | 3     |       |
| 2013      | 5     | 1         | -         | -            | -            | -             | -             | -                    | 5                    | 1     |       |
| Total     | Total | 19        | 8         | 4            | 2            | 3             | 0             | 1                    | 0                    | 27    | 10    |

## Palmarés

### Campeonatos regionales
| Título              | Club              | Estado    | Año  |
| ------------------- | ----------------- | --------- | ---- |
| Campeonato Paulista | S. C. Corinthians | São Paulo | 2013 |

### Campeonatos nacionales
| Título                   | Club            | País           | Año  |
| ------------------------ | --------------- | -------------- | ---- |
| Serie A                  | A. C. Milan     | Italia         | 2011 |
| Supercopa de Italia      | A. C. Milan     | Italia         | 2011 |
| Lamar Hunt U.S. Open Cup | Orlando City    | Estados Unidos | 2022 |
| Copa de Brasil           | São Paulo F. C. | Brasil         | 2023 |

### Campeonatos internacionales
| Título                 | Club (*)            | Sede         | Año  |
| ---------------------- | ------------------- | ------------ | ---- |
| Copa Mundial de Clubes | S. C. Internacional | Yokohama     | 2006 |
| Sudamericano Sub-20    | Selección de Brasil | Paraguay     | 2007 |
| Recopa Sudamericana    | S. C. Internacional | Porto Alegre | 2007 |
| Copa Confederaciones   | Selección de Brasil | Sudáfrica    | 2009 |
| Juegos Olímpicos       | Selección de Brasil | Londres      | 2012 |
| Recopa Sudamericana    | S. C. Corinthians   | São Paulo    | 2013 |

(*) Incluyendo la selección.

### Distinciones individuales
| Distinción                            | Año  |
| ------------------------------------- | ---- |
| Jugador más valioso de la Copa Sendai | 2006 |
| Goleador de la Copa Sendai            | 2005 |
| Premio Golden Boy                     | 2009 |
| Mejor jugador del Sudamericano Sub-20 | 2009 |